# Наннінга тема
Те́ма Наннінга — тема в шаховій композиції. Суть теми — включення білими лінії для своєї фігури з наступним виключенням чорними цієї лінії й перекриттям своєї фігури.

## Історія
Цю ідею запропонував в першій половині XX століття шаховий композитор з Нідерландів Фредерік Наннінг (04.09.1892 — 12.06.1958).
Білі вступним ходом відкривають (звільняють) лінію для атаки, а чорні в захисті цю лінію перекривають, але разом з тим і виключається чорна фігура. Білі використовують це послаблення і оголошують мат чорному королю.
Ідея дістала назву — тема Наннінга.
|   | a | b | c | d | e | f | g | h |   |
| 8 | h8 білий король · f7 білий слон · h6 чорний король · d4 чорний пішак · e4 білий пішак · g4 біла тура · a3 біла тура · f3 білий пішак · e2 чорний слон · h2 білий кінь · f1 чорна тура | h8 білий король · f7 білий слон · h6 чорний король · d4 чорний пішак · e4 білий пішак · g4 біла тура · a3 біла тура · f3 білий пішак · e2 чорний слон · h2 білий кінь · f1 чорна тура | h8 білий король · f7 білий слон · h6 чорний король · d4 чорний пішак · e4 білий пішак · g4 біла тура · a3 біла тура · f3 білий пішак · e2 чорний слон · h2 білий кінь · f1 чорна тура | h8 білий король · f7 білий слон · h6 чорний король · d4 чорний пішак · e4 білий пішак · g4 біла тура · a3 біла тура · f3 білий пішак · e2 чорний слон · h2 білий кінь · f1 чорна тура | h8 білий король · f7 білий слон · h6 чорний король · d4 чорний пішак · e4 білий пішак · g4 біла тура · a3 біла тура · f3 білий пішак · e2 чорний слон · h2 білий кінь · f1 чорна тура | h8 білий король · f7 білий слон · h6 чорний король · d4 чорний пішак · e4 білий пішак · g4 біла тура · a3 біла тура · f3 білий пішак · e2 чорний слон · h2 білий кінь · f1 чорна тура | h8 білий король · f7 білий слон · h6 чорний король · d4 чорний пішак · e4 білий пішак · g4 біла тура · a3 біла тура · f3 білий пішак · e2 чорний слон · h2 білий кінь · f1 чорна тура | h8 білий король · f7 білий слон · h6 чорний король · d4 чорний пішак · e4 білий пішак · g4 біла тура · a3 біла тура · f3 білий пішак · e2 чорний слон · h2 білий кінь · f1 чорна тура | 8 |
| 7 | h8 білий король · f7 білий слон · h6 чорний король · d4 чорний пішак · e4 білий пішак · g4 біла тура · a3 біла тура · f3 білий пішак · e2 чорний слон · h2 білий кінь · f1 чорна тура | h8 білий король · f7 білий слон · h6 чорний король · d4 чорний пішак · e4 білий пішак · g4 біла тура · a3 біла тура · f3 білий пішак · e2 чорний слон · h2 білий кінь · f1 чорна тура | h8 білий король · f7 білий слон · h6 чорний король · d4 чорний пішак · e4 білий пішак · g4 біла тура · a3 біла тура · f3 білий пішак · e2 чорний слон · h2 білий кінь · f1 чорна тура | h8 білий король · f7 білий слон · h6 чорний король · d4 чорний пішак · e4 білий пішак · g4 біла тура · a3 біла тура · f3 білий пішак · e2 чорний слон · h2 білий кінь · f1 чорна тура | h8 білий король · f7 білий слон · h6 чорний король · d4 чорний пішак · e4 білий пішак · g4 біла тура · a3 біла тура · f3 білий пішак · e2 чорний слон · h2 білий кінь · f1 чорна тура | h8 білий король · f7 білий слон · h6 чорний король · d4 чорний пішак · e4 білий пішак · g4 біла тура · a3 біла тура · f3 білий пішак · e2 чорний слон · h2 білий кінь · f1 чорна тура | h8 білий король · f7 білий слон · h6 чорний король · d4 чорний пішак · e4 білий пішак · g4 біла тура · a3 біла тура · f3 білий пішак · e2 чорний слон · h2 білий кінь · f1 чорна тура | h8 білий король · f7 білий слон · h6 чорний король · d4 чорний пішак · e4 білий пішак · g4 біла тура · a3 біла тура · f3 білий пішак · e2 чорний слон · h2 білий кінь · f1 чорна тура | 7 |
| 6 | h8 білий король · f7 білий слон · h6 чорний король · d4 чорний пішак · e4 білий пішак · g4 біла тура · a3 біла тура · f3 білий пішак · e2 чорний слон · h2 білий кінь · f1 чорна тура | h8 білий король · f7 білий слон · h6 чорний король · d4 чорний пішак · e4 білий пішак · g4 біла тура · a3 біла тура · f3 білий пішак · e2 чорний слон · h2 білий кінь · f1 чорна тура | h8 білий король · f7 білий слон · h6 чорний король · d4 чорний пішак · e4 білий пішак · g4 біла тура · a3 біла тура · f3 білий пішак · e2 чорний слон · h2 білий кінь · f1 чорна тура | h8 білий король · f7 білий слон · h6 чорний король · d4 чорний пішак · e4 білий пішак · g4 біла тура · a3 біла тура · f3 білий пішак · e2 чорний слон · h2 білий кінь · f1 чорна тура | h8 білий король · f7 білий слон · h6 чорний король · d4 чорний пішак · e4 білий пішак · g4 біла тура · a3 біла тура · f3 білий пішак · e2 чорний слон · h2 білий кінь · f1 чорна тура | h8 білий король · f7 білий слон · h6 чорний король · d4 чорний пішак · e4 білий пішак · g4 біла тура · a3 біла тура · f3 білий пішак · e2 чорний слон · h2 білий кінь · f1 чорна тура | h8 білий король · f7 білий слон · h6 чорний король · d4 чорний пішак · e4 білий пішак · g4 біла тура · a3 біла тура · f3 білий пішак · e2 чорний слон · h2 білий кінь · f1 чорна тура | h8 білий король · f7 білий слон · h6 чорний король · d4 чорний пішак · e4 білий пішак · g4 біла тура · a3 біла тура · f3 білий пішак · e2 чорний слон · h2 білий кінь · f1 чорна тура | 6 |
| 5 | h8 білий король · f7 білий слон · h6 чорний король · d4 чорний пішак · e4 білий пішак · g4 біла тура · a3 біла тура · f3 білий пішак · e2 чорний слон · h2 білий кінь · f1 чорна тура | h8 білий король · f7 білий слон · h6 чорний король · d4 чорний пішак · e4 білий пішак · g4 біла тура · a3 біла тура · f3 білий пішак · e2 чорний слон · h2 білий кінь · f1 чорна тура | h8 білий король · f7 білий слон · h6 чорний король · d4 чорний пішак · e4 білий пішак · g4 біла тура · a3 біла тура · f3 білий пішак · e2 чорний слон · h2 білий кінь · f1 чорна тура | h8 білий король · f7 білий слон · h6 чорний король · d4 чорний пішак · e4 білий пішак · g4 біла тура · a3 біла тура · f3 білий пішак · e2 чорний слон · h2 білий кінь · f1 чорна тура | h8 білий король · f7 білий слон · h6 чорний король · d4 чорний пішак · e4 білий пішак · g4 біла тура · a3 біла тура · f3 білий пішак · e2 чорний слон · h2 білий кінь · f1 чорна тура | h8 білий король · f7 білий слон · h6 чорний король · d4 чорний пішак · e4 білий пішак · g4 біла тура · a3 біла тура · f3 білий пішак · e2 чорний слон · h2 білий кінь · f1 чорна тура | h8 білий король · f7 білий слон · h6 чорний король · d4 чорний пішак · e4 білий пішак · g4 біла тура · a3 біла тура · f3 білий пішак · e2 чорний слон · h2 білий кінь · f1 чорна тура | h8 білий король · f7 білий слон · h6 чорний король · d4 чорний пішак · e4 білий пішак · g4 біла тура · a3 біла тура · f3 білий пішак · e2 чорний слон · h2 білий кінь · f1 чорна тура | 5 |
| 4 | h8 білий король · f7 білий слон · h6 чорний король · d4 чорний пішак · e4 білий пішак · g4 біла тура · a3 біла тура · f3 білий пішак · e2 чорний слон · h2 білий кінь · f1 чорна тура | h8 білий король · f7 білий слон · h6 чорний король · d4 чорний пішак · e4 білий пішак · g4 біла тура · a3 біла тура · f3 білий пішак · e2 чорний слон · h2 білий кінь · f1 чорна тура | h8 білий король · f7 білий слон · h6 чорний король · d4 чорний пішак · e4 білий пішак · g4 біла тура · a3 біла тура · f3 білий пішак · e2 чорний слон · h2 білий кінь · f1 чорна тура | h8 білий король · f7 білий слон · h6 чорний король · d4 чорний пішак · e4 білий пішак · g4 біла тура · a3 біла тура · f3 білий пішак · e2 чорний слон · h2 білий кінь · f1 чорна тура | h8 білий король · f7 білий слон · h6 чорний король · d4 чорний пішак · e4 білий пішак · g4 біла тура · a3 біла тура · f3 білий пішак · e2 чорний слон · h2 білий кінь · f1 чорна тура | h8 білий король · f7 білий слон · h6 чорний король · d4 чорний пішак · e4 білий пішак · g4 біла тура · a3 біла тура · f3 білий пішак · e2 чорний слон · h2 білий кінь · f1 чорна тура | h8 білий король · f7 білий слон · h6 чорний король · d4 чорний пішак · e4 білий пішак · g4 біла тура · a3 біла тура · f3 білий пішак · e2 чорний слон · h2 білий кінь · f1 чорна тура | h8 білий король · f7 білий слон · h6 чорний король · d4 чорний пішак · e4 білий пішак · g4 біла тура · a3 біла тура · f3 білий пішак · e2 чорний слон · h2 білий кінь · f1 чорна тура | 4 |
| 3 | h8 білий король · f7 білий слон · h6 чорний король · d4 чорний пішак · e4 білий пішак · g4 біла тура · a3 біла тура · f3 білий пішак · e2 чорний слон · h2 білий кінь · f1 чорна тура | h8 білий король · f7 білий слон · h6 чорний король · d4 чорний пішак · e4 білий пішак · g4 біла тура · a3 біла тура · f3 білий пішак · e2 чорний слон · h2 білий кінь · f1 чорна тура | h8 білий король · f7 білий слон · h6 чорний король · d4 чорний пішак · e4 білий пішак · g4 біла тура · a3 біла тура · f3 білий пішак · e2 чорний слон · h2 білий кінь · f1 чорна тура | h8 білий король · f7 білий слон · h6 чорний король · d4 чорний пішак · e4 білий пішак · g4 біла тура · a3 біла тура · f3 білий пішак · e2 чорний слон · h2 білий кінь · f1 чорна тура | h8 білий король · f7 білий слон · h6 чорний король · d4 чорний пішак · e4 білий пішак · g4 біла тура · a3 біла тура · f3 білий пішак · e2 чорний слон · h2 білий кінь · f1 чорна тура | h8 білий король · f7 білий слон · h6 чорний король · d4 чорний пішак · e4 білий пішак · g4 біла тура · a3 біла тура · f3 білий пішак · e2 чорний слон · h2 білий кінь · f1 чорна тура | h8 білий король · f7 білий слон · h6 чорний король · d4 чорний пішак · e4 білий пішак · g4 біла тура · a3 біла тура · f3 білий пішак · e2 чорний слон · h2 білий кінь · f1 чорна тура | h8 білий король · f7 білий слон · h6 чорний король · d4 чорний пішак · e4 білий пішак · g4 біла тура · a3 біла тура · f3 білий пішак · e2 чорний слон · h2 білий кінь · f1 чорна тура | 3 |
| 2 | h8 білий король · f7 білий слон · h6 чорний король · d4 чорний пішак · e4 білий пішак · g4 біла тура · a3 біла тура · f3 білий пішак · e2 чорний слон · h2 білий кінь · f1 чорна тура | h8 білий король · f7 білий слон · h6 чорний король · d4 чорний пішак · e4 білий пішак · g4 біла тура · a3 біла тура · f3 білий пішак · e2 чорний слон · h2 білий кінь · f1 чорна тура | h8 білий король · f7 білий слон · h6 чорний король · d4 чорний пішак · e4 білий пішак · g4 біла тура · a3 біла тура · f3 білий пішак · e2 чорний слон · h2 білий кінь · f1 чорна тура | h8 білий король · f7 білий слон · h6 чорний король · d4 чорний пішак · e4 білий пішак · g4 біла тура · a3 біла тура · f3 білий пішак · e2 чорний слон · h2 білий кінь · f1 чорна тура | h8 білий король · f7 білий слон · h6 чорний король · d4 чорний пішак · e4 білий пішак · g4 біла тура · a3 біла тура · f3 білий пішак · e2 чорний слон · h2 білий кінь · f1 чорна тура | h8 білий король · f7 білий слон · h6 чорний король · d4 чорний пішак · e4 білий пішак · g4 біла тура · a3 біла тура · f3 білий пішак · e2 чорний слон · h2 білий кінь · f1 чорна тура | h8 білий король · f7 білий слон · h6 чорний король · d4 чорний пішак · e4 білий пішак · g4 біла тура · a3 біла тура · f3 білий пішак · e2 чорний слон · h2 білий кінь · f1 чорна тура | h8 білий король · f7 білий слон · h6 чорний король · d4 чорний пішак · e4 білий пішак · g4 біла тура · a3 біла тура · f3 білий пішак · e2 чорний слон · h2 білий кінь · f1 чорна тура | 2 |
| 1 | h8 білий король · f7 білий слон · h6 чорний король · d4 чорний пішак · e4 білий пішак · g4 біла тура · a3 біла тура · f3 білий пішак · e2 чорний слон · h2 білий кінь · f1 чорна тура | h8 білий король · f7 білий слон · h6 чорний король · d4 чорний пішак · e4 білий пішак · g4 біла тура · a3 біла тура · f3 білий пішак · e2 чорний слон · h2 білий кінь · f1 чорна тура | h8 білий король · f7 білий слон · h6 чорний король · d4 чорний пішак · e4 білий пішак · g4 біла тура · a3 біла тура · f3 білий пішак · e2 чорний слон · h2 білий кінь · f1 чорна тура | h8 білий король · f7 білий слон · h6 чорний король · d4 чорний пішак · e4 білий пішак · g4 біла тура · a3 біла тура · f3 білий пішак · e2 чорний слон · h2 білий кінь · f1 чорна тура | h8 білий король · f7 білий слон · h6 чорний король · d4 чорний пішак · e4 білий пішак · g4 біла тура · a3 біла тура · f3 білий пішак · e2 чорний слон · h2 білий кінь · f1 чорна тура | h8 білий король · f7 білий слон · h6 чорний король · d4 чорний пішак · e4 білий пішак · g4 біла тура · a3 біла тура · f3 білий пішак · e2 чорний слон · h2 білий кінь · f1 чорна тура | h8 білий король · f7 білий слон · h6 чорний король · d4 чорний пішак · e4 білий пішак · g4 біла тура · a3 біла тура · f3 білий пішак · e2 чорний слон · h2 білий кінь · f1 чорна тура | h8 білий король · f7 білий слон · h6 чорний король · d4 чорний пішак · e4 білий пішак · g4 біла тура · a3 біла тура · f3 білий пішак · e2 чорний слон · h2 білий кінь · f1 чорна тура | 1 |
|   | a | b | c | d | e | f | g | h |   |

1. f4! ~ 2.Th3#
1. ... Tf3 2. Th4#
- — - — - — -
1. ... Lf3 2. Ta6#
Тема пройшла на тлі перекриття Грімшоу